# ديوغو فيتور دا كروز
ديوغو فيتور دا كروز هو لاعب كرة قدم برازيلي، ولد في 11 فبراير 1997 في Coqueiral ‏ في البرازيل. لعب مع نادي سانتوس.

## وصلات خارجية
- ديوغو فيتور دا كروز على موقع قاعدة بيانات كرة القدم.إي يو (الإنجليزية)
- ديوغو فيتور دا كروز على موقع Soccerway.com (الإنجليزية)